# Gaston Bazalgues
Gaston (Émile) Bazalgues, en occitan Gaston Basalgas (Couzou, 26 février 1938) est un écrivain, linguiste, pédagogue et enseignant occitan. 

## Biographie
Issu d'une famille de paysans, il fait ses études secondaires au Lycée Gambetta de Cahors. Après quelques années de professorat à Carcassonne, il devient assistant à Université Paul Valéry de Montpellier. 
Très actif dans le domaine de l'occitanisme dès la fin des années 1960, il est connu surtout pour son manuel d'apprentissage de l'occitan languedocien, publié en 1975: L'occitan lèu lèu e plan, une des premières méthodes et des plus fondamentales pour l'enseignement de la langue d'oc. Après sa thèse en 1968 sur Le parler occitan de Couzou en Quercy, il a travaillé comme professeur à l'Université Paul Valéry de Montpellier, dont il est aujourd'hui professeur émérite. Il a collaboré à diverses revues comme Viure, Lutte Occitane, Lenga et la Revue des Langues Romanes.
Avec son épouse, Jacqueline, docteur de troisième cycle en Études Romanes, il participe à la rédaction de l'Encyclopédie Bonneton, Le Lot, 100 lieux pour les curieux. En collaboration avec le Cercle occitan de Sète, il a participé à l'édition de la grammaire inédite du parlé sétois écrite par Gustave Terond, parue en 2002.

## Œuvres
- L'occitan lèu-lèu e plan. Traduction des conversations et corrigé des exercices : l'occitan selon le parler languedocien, Omnivox International, 1977
- L'occitan lèu-lèu e plan = L'occitan vite et bien : l'occitan selon le parler languedocien  Nouv. éd. rev. et augm. pour la partie sonore, Omnivox, 1977
- L'occitan lèu-lèu e plan = L'occitan vite et bien : l'occitan selon le parler languedocien, Omnivox, 1975
- Gaston Bazalgues et Jacqueline Marty-Bazalgues, À la découverte des noms de lieux du Quercy et des communes du Lot : Toponymie lotoise, Aubenas, Gourdon : Éditions de la Bouriane et du Quercy, juin 2002, 133 p. (ISBN 9782910540166, OCLC 219575343, BNF 40220401)
- Sempre los camps auràn segadas resurgantas : Mélanges offerts au professeur Xavier Ravier Presses universitaires du Midi  article de Gaston Bazalgues : Un conteur populaire : Pierre Verlhac (1868-1955), instituteur, félibre, franc-maçon et résistant quercynois
- De pech en combe : randonnée à travers le vocabulaire du Haut Quercy, les Éditions du Bord du Lot, 2019
- Ecritures populaires : conter, réciter et chanter à Sète avant Georges Brassens Institut d'Estudis occitans, 2002
- L'occitan : de la scripta médiévale au patois, 1996
- Inventaire lexical de quelques constructions de pierre sèche sur le causse de Gramat, 1996
- Uc de Saint-Circ et Uc Faidit, 1996
- Les textes régionalistes dans les manuels scolaires, 1991
- La diglossie franco-occitane, 1983
- Identité, diglossie et provincialisme dans l'œuvre de Claude Peyrot (1709-1795), 1982
- Un diccionari lengadocian-francés del sègle XVIII, 1977
- Dictionnaire languedocien-français : Saint Hippolyte-du-Fort : 1798, Université Paul Valéry, 1974
- La jarjalhada Roumieux, Louis (1829-1894), Centre d'Estudis Occitans, 1973
- Cançons causidas Gelu, Victor (1806-1885), Centre d'Estudis Occitans, 1972
- Le parler occitan de Couzou en Quercy : thèse présentée , 1968